# Jankel Adler
Jankel Adler (född Jankiel Jakub Adler), född 26 juli 1895 i Tuszyn, död 25 april 1949 i Aldbourne, var en polsk målare  och grafiker.

## Biografi
Jankiel Jakub Adler föddes som det sjunde av tio barn i Tuszyn, en förort till Łódź. 1912 började han utbilda sig till gravör hos sin farbror i Belgrad. Han flyttade 1914 till Tyskland där han bodde en tid tillsammans med sin syster i Barmen, (nu en del av Wuppertal). Där studerade han på högskolan för konst och hantverk hos professor Gustav Wiethücher.
1918-19 var han tillbaka i Łódź, där han var med om att bilda Jung Idysz, en grupp avantgardekonstnärer. 1920 återkom han till Tyskland och Berlin. 1921 återvände han till Barmen och 1922 flyttade han till Düsseldorf.
Han var tidigt medlem av den radikala konstnärsföreningen Novembergruppe. I slutet av maj 1922 deltog han i den internationella kongressen för progressiva konstnärer, Kongress der Union internationaler fortschrittlicher Künstler som ägde rum i Düsseldorf. 
Tillsammans med Franz Seiwert och Otto Freundlich var han också medlem i en konstnärsgrupp känd som Kölner Progressive.  Han blev lärare vid Kunstakademie Düsseldorf och lärde känna kollegan Paul Klee, som påverkade hans arbete. Målningen Katzen fick han en guldmedalj för på utställningen Deutsche Kunst Düsseldorf 1928.
1929 och 1930 åkte han på studieresor till Mallorca och andra platser i Spanien. 
Under valrörelsen i juli 1932 publicerade han tillsammans med en grupp vänsterkonstnärer och intellektuella ett upprop mot nationalsocialisternas politik och för kommunismen. 
Som vänsterradikal modern konstnär med judiskt påbrå var han en levande måltavla för den nazistiska regim som tog makten 1933. Det året visades bilder av honom på flera samlingsutställningar arrangerade av nazister för att exemplifiera "kulturbolsjevism" och entartete Kunst, bland annat på Kunsthalle Mannheim och på museet i Breslau. Adler lämnade Tyskland för Frankrike. Han betraktade denna exil som ett politiskt motstånd mot den nya regimen i Tyskland. 
Under åren som följde gjorde han åtskilliga resor till Polen, Italien, Jugoslavien, Tjeckoslovakien, Rumänien och Sovjetunionen. Han tillbringade också tid i Paris och arbetade på Atelier 17.
År 1937 beslagtog propagandaministeriet vad som fanns av honom på tyska museer. Det var 11 akvareller, 4 grafiska blad, 10 målningar och 2 teckningar. 10 av dessa bilder visades på den avsiktligt nedvärderande vandringsutställningen  Entartete Kunst 1937–1941, med början i Münchens Hofgartenarkad. Några står antecknade som förstörda i inventarielistor från den tiden, men de flesta tycks ha överlevt nazismen och kriget. Samlaren Emanuel Fohn bytte till sig några, andra såldes till privatpersoner, en del vet man inte var de blev av.
Vid andra världskrigets utbrott 1939 anmälde sig Jankel Adler som frivillig till den polska armé som hade upprättats i Frankrike. 1941 skrevs han ut av hälsoskäl och bodde därefter i Kirkcudbright i Skottland, där ett av hans arbeten blev Venus of Kirkcudbright. 1943 flyttade han till London. Runt 1945 ordnade den förmögne beskyddaren Jimmy Bomford så att han kunde bo i Aldbourne. Han blev senare underrättad om att ingen av hans nio syskon hade överlevt Förintelsen.
Jankel Adler dog i Whitley Cottage i Aldbourne den 25 april 1949 vid 53 års ålder. Han begravdes på den judiska kyrkogården i Bushey, Hertfordshire.

## Verk
Adler var starkt påverkad av Picasso och Léger. Han tyckte om att experimentera med  olika material, till exempel sandblandningar. Han målade ofta judiska motiv, och ett fåtal abstrakta tavlor.

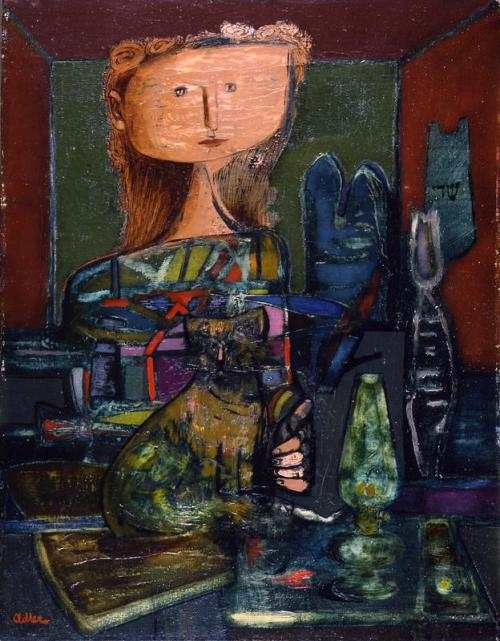
Woman with Cat (1944) Aberdeen Art Gallery
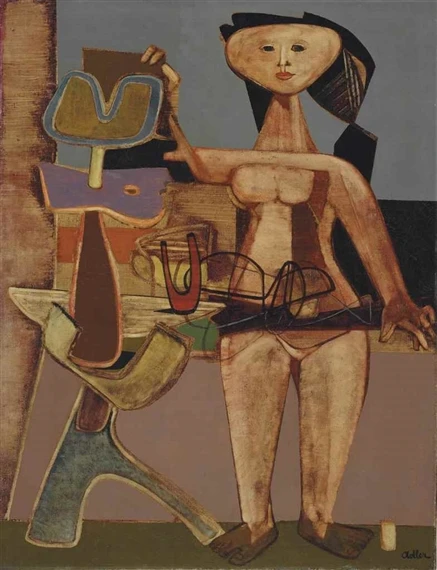
The Venus of Kirkcudbright
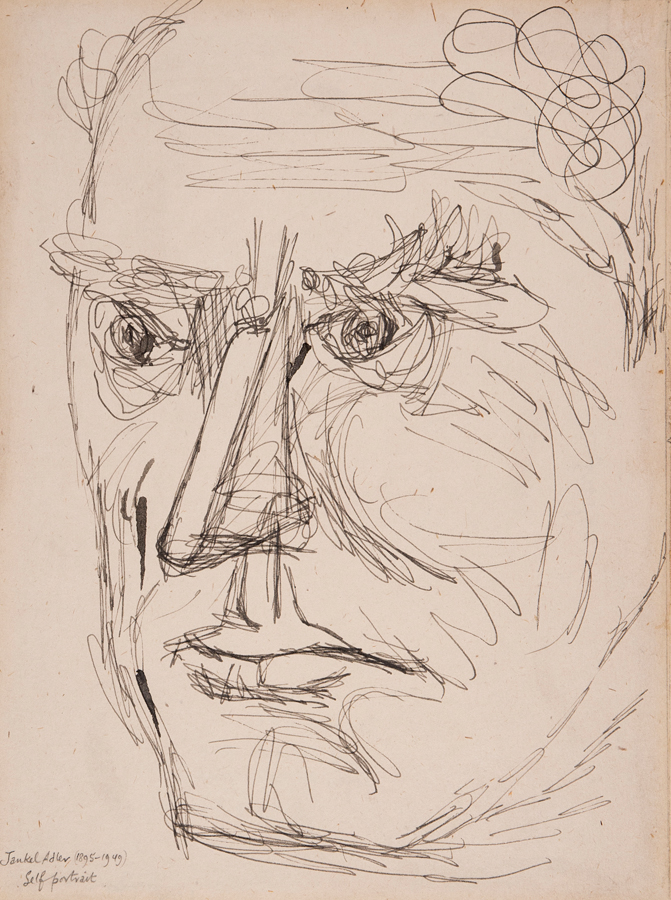
Ett självporträtt
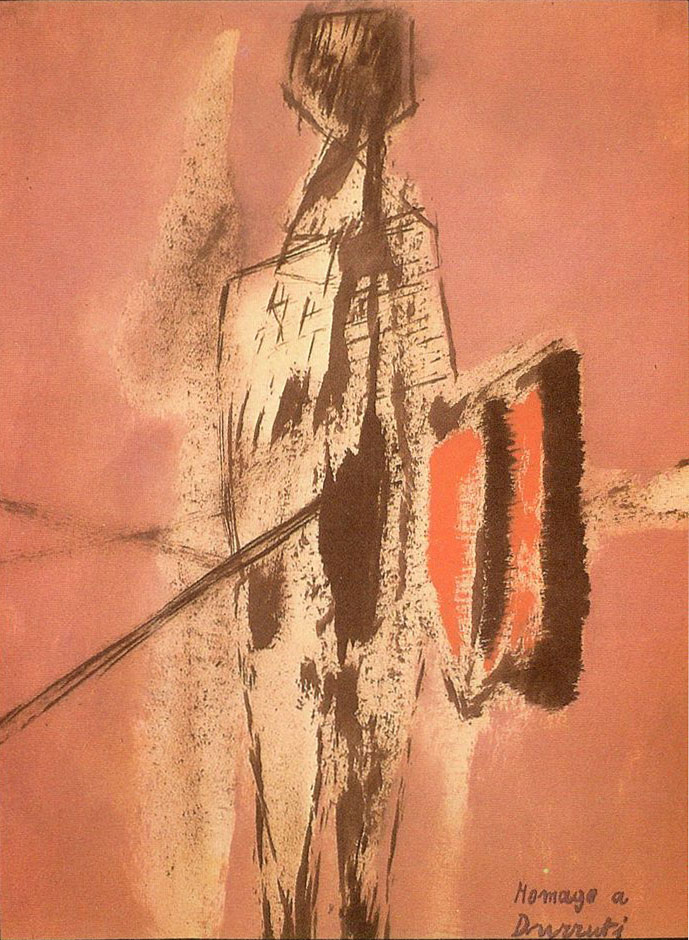
Homage a Durruti (omkring 1939), en hyllning till Buenaventura Durruti